# Šarlote Lēnmane
Šarlote Lēnmane, född 8 februari 1998 i Riga, är en lettisk sångare.
Lēnmane representerade Lettland vid Junior Eurovision Song Contest 2010 i Minsk, efter fem års lettisk frånvaro. Där fick hon 51 poäng, vilket innebar en tionde plats. Den 14 mars 2010 vann Lēnmane en lettisk festival, kallad Balss pavēlnieks, med låten "Dziesma pustumsā", en cover av den lettiska sångerskan Aija Andrejevas låt. Hennes seger i tävlingen fick det lettiska TV-bolaget att välja  Lēnmane som Lettlands representant vid Junior Eurovision 2010. Där kommer hon att tävla med låten "Viva La Dance".